# Экштейн, Карл
Карл Экштейн (нем. Karl Eckstein; 1859—1939) — немецкий зоолог и лесовод.

## Биография
Карл Экштейн изучал естественные науки в Гиссенском университете и за диссертацию «Die Rädertiere der Umgebung von Giessen» (1883) получил учёную степень доктора философии.
С 1890 года в качестве приват-доцента читал лекции по паразитологии, грибным болезням животных, рыбоводству и другим предметам, в 1896 году получил профессуру и с 1890 года занял кафедру зоологии и управлял зоологическим отделом опытного лесоводства в Пруссии.
Научные работы Экштейна касаются предохранения лесов от повреждений животными, лесной и охотничьей зоологии и рыбоводства.

## Публикации
- «Zoologisches Repetitorium» (1889; 2-е изд., Лпц., 1898);
- «Pflanzengallen u. Gallenthiere» (там же, 1891);
- «Die Kiefer und ihre Schädlinge. I. Die Hadeln» (Берл., 1893);
- «Neudammer Försterlehrbuch» (Нейдамм, 1891; 2-е изд., 1902);
- «Bewirthschaftung bisher ungenützter Dorfteiche» («Fischer. Zeit. Gebr. Bornträger», Берлин, 1903).